# Kościół św. Andrzeja Apostoła w Słupi pod Bralinem
Kościół świętego Andrzeja Apostoła w Słupi pod Bralinem – rzymskokatolicki kościół parafialny należący do parafii pod tym samym wezwaniem (dekanat Bralin diecezji kaliskiej).
Świątynia została wzniesiona w 1651 roku. Powiększona została w latach 1911–1913 poprzez przedłużenie nawy i prezbiterium i dodanie transeptu. Odnowiona została w 1985 roku.
Budowla jest drewniana, jednonawowa, posiada konstrukcję zrębową. Świątynia jest orientowana i charakteryzuje się transeptem o kalenicy wyższej od nawy głównej i zamkniętymi prostokątnie ramionami. Prezbiterium kościoła jest mniejsze w stosunku do nawy, zamknięte jest trójbocznie, z boku jest umieszczona zakrystia. Od frontu znajduje się wieża na planie kwadratu, konstrukcji słupowej, o pochyłych ścianach ku górze, w przyziemiu mieszcząca kruchtę. Jest ona zwieńczona ośmiokątnym dachem namiotowym, pokrytym gontem. Na wieży znajduje się dzwon gotycki odlany w 1492 roku. Z boku nawy jest umieszczona druga kruchta. Świątynię nakrywa dach dwukalenicowy, pokryty gontem, na dachu znajduje się ośmioboczna wieżyczka na sygnaturkę. Zwieńcza ją cebulasty blaszany dach hełmowy z latarnią. Wnętrze jest nakryte płaskim stropem belkowym. Chór muzyczny podpierają dwa drewniane słupy. Ściany są pokryte współczesną polichromią. Ołtarz główny w stylu rokokowym pochodzi z 2 połowy XVIII wieku. Dwa ołtarze boczne w stylu eklektycznym powstały w 1870 roku. Stacje Drogi Krzyżowej zostały wykonane na początku XX wieku.